# Спатифиллюм
Спатифи́ллум, или Спатифиллюм (лат. Spathiphyllum), — род многолетних вечнозелёных растений семейства Ароидные (Araceae), некоторые представители — популярные комнатные растения.
Название рода происходит от двух греческих слов: σπάθη (spathe) — «покрывало» и φύλλον (phyllon) — «лист».

## Распространение
Ареал рода разорван. Большинство видов неотропические и только три встречаются в Старом Свете. Распространены от Центральной Америки (Мексика, Белиз, Коста-Рика, Сальвадор, Гватемала, Никарагуа, Панама) до Южной Америки (Тринидад и Тобаго, Французская Гвиана, Гайана, Суринам, Венесуэла, Колумбия, Эквадор, Перу, Бразилия). В Старом Свете ареал включает Филиппины, Молуккские острова, Сулавеси, Новую Гвинею, Палау, Новую Британию и Соломоновы острова.
Растения рода растут во влажных и болотистых лесах, вдоль рек и ручьёв.

## Описание

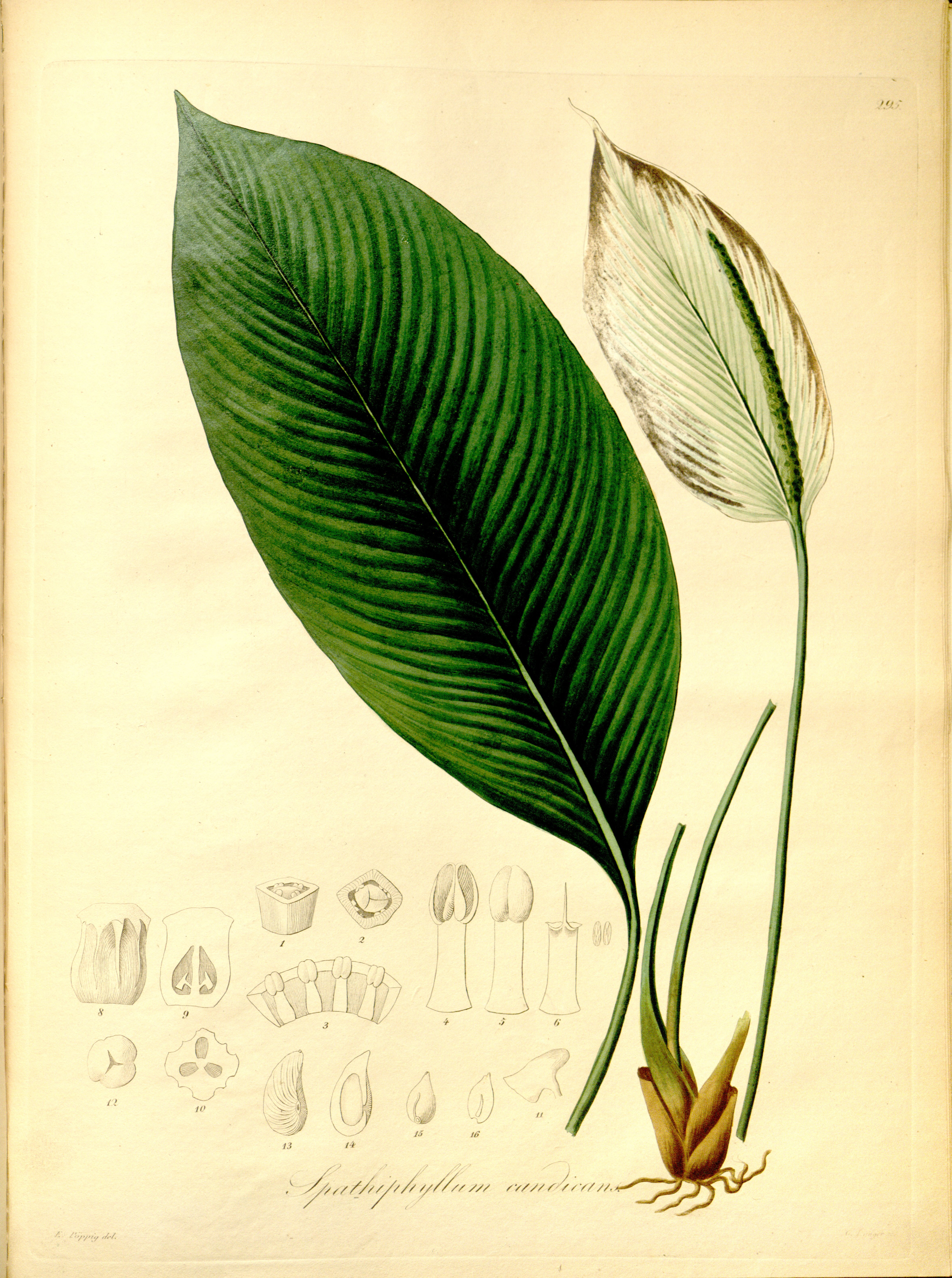
Спатифиллюм каннолистный, из книги Э. Пёппига «Nova genera ac species plantarum, quas in regno Chilensi Peruviano et in terra Amazonica» vol. 3 1845, p. 295

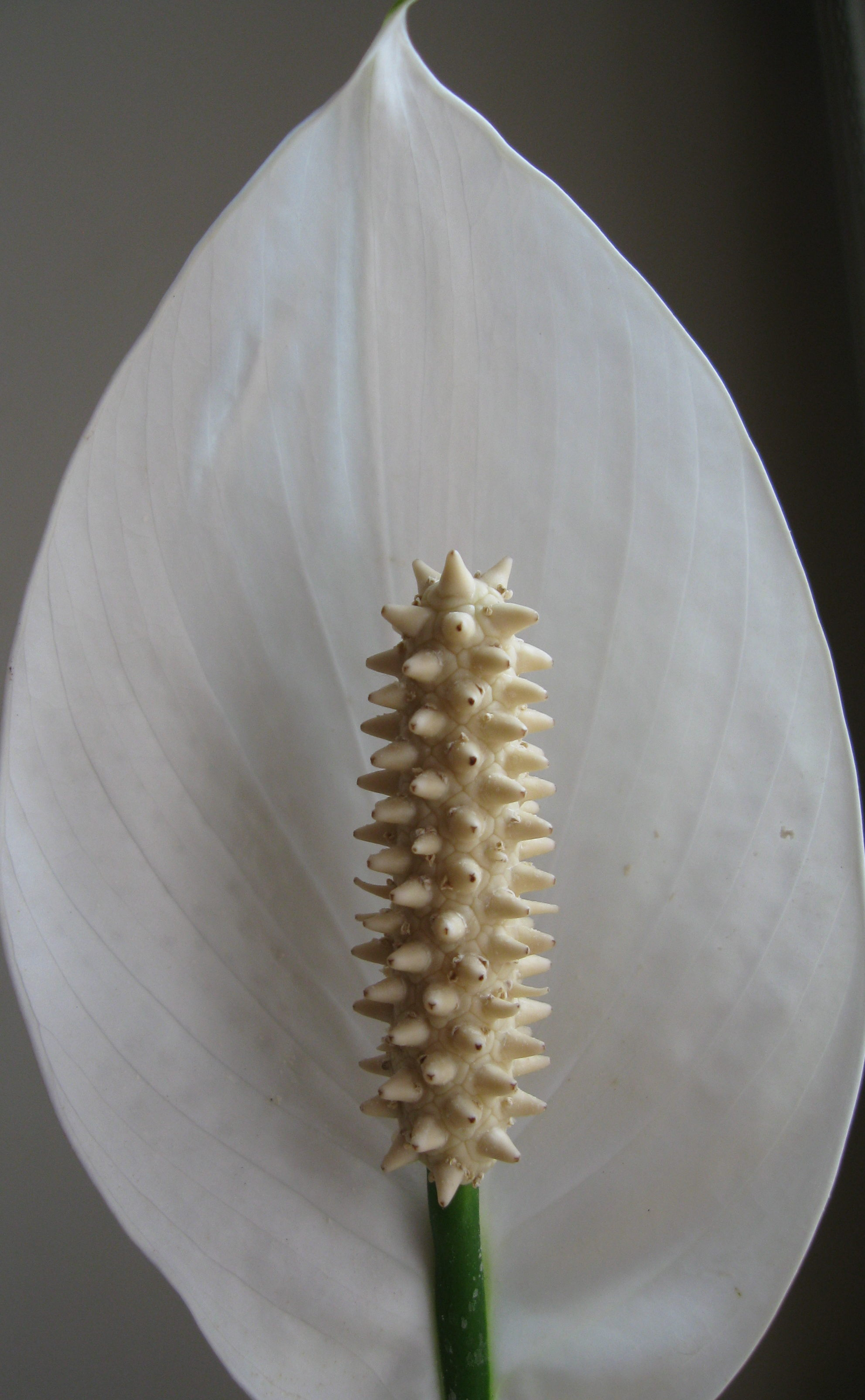
Соцветие спатифиллюма Уоллиса

Многолетние вечнозелёные растения. В основном наземные, но среди них встречаются эпифиты и хемиэпифиты.
Корневище короткое.
Стебель отсутствует — прикорневые листья образуют пучок прямо из почвы.
Листья от овальных до ланцетовидных, цельные, с отчётливо различимой средней жилкой и тонкими параллельно идущими боковыми. Черешок удлинённый, снабжён влагалищем до середины длины или до основания листовой пластинки, с раздутыми сосудиками у основания листа.
Цветоножка равна или превышает длину черешка. Соцветие — початок с покрывалом у основания. Покрывало продолговато-эллиптическое, длиннее початка, от зелёного до белого, не опадающее. Белое покрывало после отцветания быстро зеленеет. Початок от сидячего до снабжённого ножкой. Цветки обоеполые, заключены в два круга сросшихся лепестков околоцветника; тычинок 6; завязь трёхгнёздная с 1—7 семяпочками в каждом гнезде.
Семена изогнутые, гладкие.

## Культивирование
Спатифиллюм — теплолюбивое растение, хорошо растёт только при температуре более 18 °C, идеальная температура для роста — 22—23 °C. Не любит сквозняков.
Освещение требуется хорошее, но от прямых солнечных лучей спатифиллюм лучше притенять.
Полив обильный летом, зимой умеренный для поддержания почвы в слегка влажном состоянии. Ком земли не должен высыхать, но и застой воды растение переносит плохо. Желательно часто опрыскивать листья.
Каждый год весной спатифиллюм пересаживают в чуть больший горшок. Почва — дерновая, листовая, торфяная, перегнойная земля и песок в соотношении 2:1:1:1:1. В почву можно добавить древесный уголь и кирпичную крошку. Обязательно необходим дренаж.

## Размножение
Размножается спатифиллюм делением куста, которое производят весной при пересадке, или верхушечными черенками, реже семенами.
Поникшие листья спатифиллюма говорят о том, что ему не хватает влаги.
С весны до осени спатифиллюм подкармливают раз в неделю универсальным удобрением или удобрением для цветущих растений. В остальное время раз в 2—3 недели. Отсутствие или недостаток подкормки является причиной отсутствия повторных цветений.

## Болезни и вредители
Из вредителей спатифиллюм чаще всего страдает от трипсов, мучнистого червеца и паутинного клеща.
Появление на листьях бурых пятен может говорить об избытке питательных веществ. Пожелтение или высыхание краёв листьев свидетельствует о неправильном поливе растения — слишком сухой почве или заливе.

## Фитотоксичность
Активными соединениями этого растения являются нерастворимые кристаллы оксалата кальция, которые собраны в рафиды в специальных клетках, называемых идиобластами. Рафиды представляют собой отдельные игольчатые кристаллы, которые с высокой скоростью выстреливают из идиобласта при повреждении клетки (например, при жевании), проникая в слизистую оболочку рта и вызывая немедленное отекание губ, языка и слизистой оболочки рта, что приводит к раздражению/жжению, рвоте, слюнотечению и дисфагии. В тяжелых случаях раздражающее действие и повреждения могут распространяться на глотку, пищевод и желудок. Раздражение, вызванное этими кристаллами, усиливается из-за высвобождения простагландинов, гистамина, трипсиноподобных протеолитических ферментов и кининов. 
Возможна обструкция дыхательных путей и даже смерть, но угрожающие жизни проблемы встречаются редко. Глаза также могут быть поражены, так как контакт с соком растения может вызвать конъюнктивит. Возможно также раздражение кожи. 

## Классификация

### Секции и виды
Род включает около 50 видов и подразделяется на пять секций:
- Massowia (K.Koch) Engl.
  - Spathiphyllum cannifolium (Dryand. ex Sims) Schott — Спатифиллюм каннолистный
  - Spathiphyllum commutatum Schott
  - Spathiphyllum laeve Engl.
- Amomophyllum (Engl.) Engl.
  - Spathiphyllum cuspidatum Schott
  - Spathiphyllum floribundum (Linden et André) N.E.Brown — Спатифилюм обильноцветущий
- Dysspathiphyllum Engl.
  - Spathiphyllum humboldtii Schott — Спатифиллюм Гумбольдта
- Spathiphyllum
  - Spathiphyllum blandum Schott — Спатифиллюм прелестный
  - Spathiphyllum cochlearispathum (Liebm.) Engl. — Спатифиллюм ложковидный
  - Spathiphyllum wallisii Regel — Спатифиллюм Уоллиса
- Chlaenophyllum
  - Spathiphyllum solomonense Nicolson
- вид вне секций
  - Spathiphyllum schlechteri (Engl. & K.Krause) Nicolson — Спатифиллюм Шлехтера

## Альтернативное наименование
Разводимые в декоративных целях растения спатифиллюм в России иногда называют в быту «женским счастьем». Городская общественно-политическая газета "Наш Белгород" приводит пример городской легенды, которая, предположительно, объясняет этимологию наименования:  
<…> богиня любви Астрата (sic!) в день своей свадьбы <…> вдохнула в цветок частичку переполнявшего ее в тот момент счастья и приказала, чтобы цветок делился им с каждой девушкой, поверившей в силу растения.
Под богиней любви "Астрата" вероятно подразумевается Астарта, позаимствованная древними греками шумеро-аккадская богиня Иштар. Подлинность легенды вызывает сомнения, так как спатифиллюм не был известен в древнем мире и был описан лишь в 1832 году.
В противоположность спатифиллюму «мужским счастьем» называют антуриум.